# Higienópolis (Porto Alegre)
Higienópolis é um bairro nobre da cidade brasileira de Porto Alegre, capital do estado  do Rio Grande do Sul. Foi criado pela lei 2022 de 7 de dezembro de 1959.

## Histórico

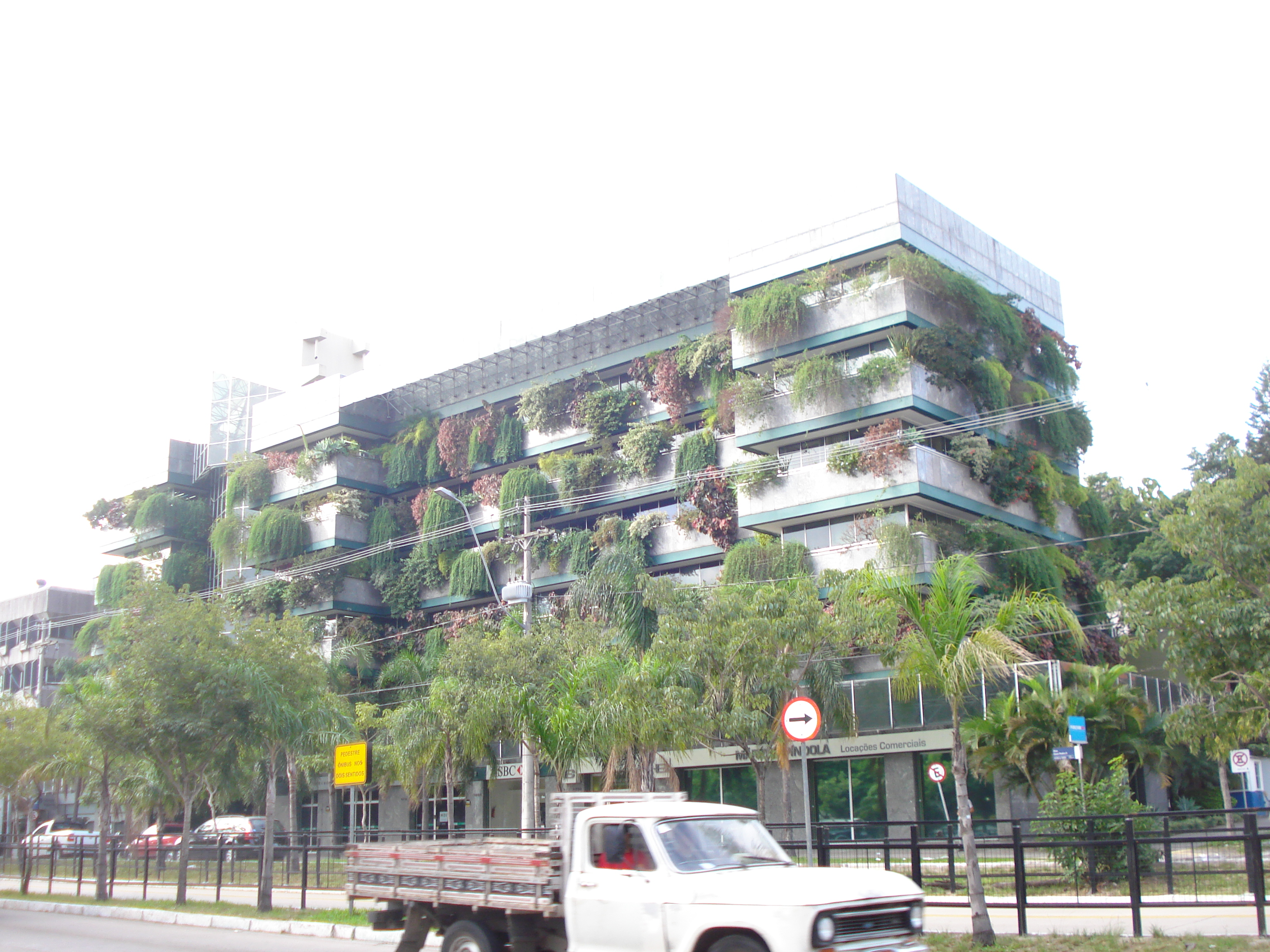
Um prédio comercial da Avenida Dom Pedro II.

O nome do bairro, segundo o cronista Ary da Veiga Sanhudo, vem de Hígia que, na mitologia grega, é consagrada como "fada da higiene". Ainda segundo o cronista, o bairro representava, já em meados do século XX, um dos melhores e mais arejados locais de moradia da cidade.
Os primeiros loteamentos da região do Higienópolis ocorreram no final do século XIX, e a malha urbana se concentrou, ao longo dos anos, sobretudo na antiga Estrada da Pedreira, atual Avenida Plínio Brasil Milano, e na Avenida D. Pedro II, a qual hoje integra a 3ª Perimetral.
No bairro se localiza a Igreja Martin Luther desde 1936 e, ao lado desta, fica o Colégio Pastor Dohms, fundado em 1931 por iniciativa de moradores do bairro, apoiados pela Comunidade Evangélica de Porto Alegre, e pelo consulado alemão. Situa-se no bairro, também, o maior cemitério municipal da cidade, o Cemitério São João, em atividade desde agosto de 1936, numa área de aproximadamente 9,5 hectares.

## Características atuais
Higienópolis abriga residências e uma variada rede de prestação de serviços. Assim como muitos lugares da zona norte da cidade, a tendência da paisagem do bairro é a verticalização de seus imóveis.